# Glénouze

Glénouze este o comună în departamentul Vienne, Franța. În 2009 avea o populație de 119 de locuitori.